# Japońska Organizacja Handlu Zagranicznego

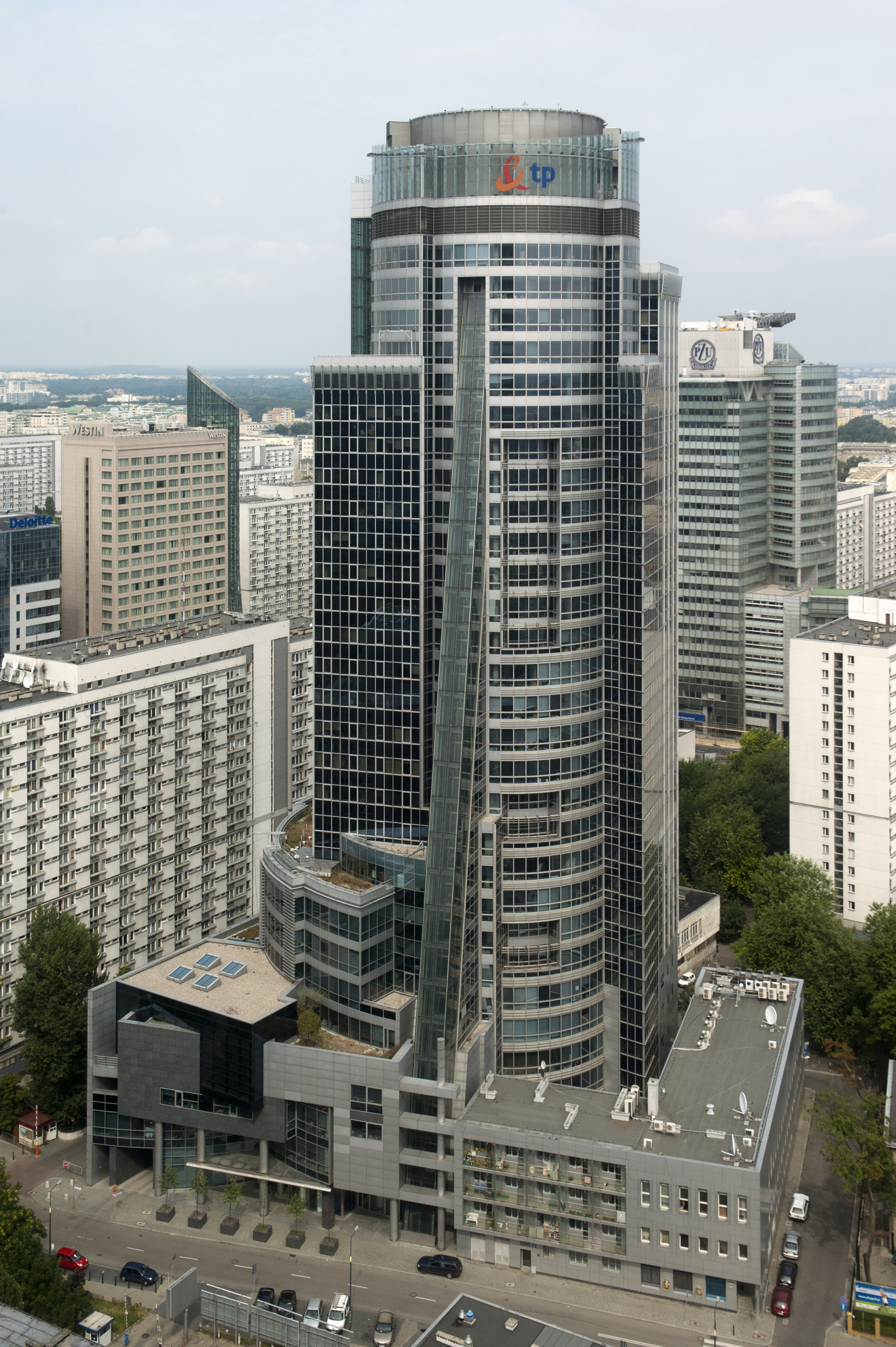
Biurowiec Spektrum Tower, siedziba JETRO w Warszawie

Japońska Organizacja Handlu Zagranicznego (日本貿易振興機構 Nihon Bōeki Shinkōkikō, Japan External Trade Organization - JETRO) została utworzona w 1958 przez Ministerstwo Handlu Międzynarodowego i Przemysłu Japonii (Ministry of International Trade and Industry - MITI, 通商産業省) na bazie powstałej w 1951 Japońskiej Organizacji Badawczej Eksportu (Japan Export Trade Research Organization) i przekształconej w 1954 w Japońską Organizację Polepszenia Handlu Zagranicznego (Japan External Trade Recovery Organization), celem scentralizowania działań promujących eksport japońskich produktów. W 2003 zostało formalnie przekształcone w agencję rządową. Obecnie (2020) utrzymuje 48 biur w Japonii oraz 76 przedstawicielstw zagranicą. 
Początkowo działalność JETRO skupiała się głównie na promocji eksportu. Zmieniło się to jednakże po tym, jak eksporterzy umocnili się na światowych rynkach i pojawiła się nadwyżka w handlu zagranicznym. Obecnie kierunki działalności JETRO obejmują między innymi pogłębianie wzajemnego zrozumienia między partnerami handlowymi, promocję importu, pośrednictwo pomiędzy niewielkimi przedsiębiorstwami w Japonii i ich zagranicznymi odpowiednikami oraz rozpowszechnianie informacji. Usługi promujące import obejmują publikacje, promocję targów, seminariów oraz misje handlowe.
JETRO dostarcza także informacji i wsparcia zagranicznym firmom decydującym się na działalność i ekspansję na rynku japońskim. JETRO oferuje szeroki zakres usług, takich jak aktualne dane rynkowe, szerokie wsparcie w rozwoju przedsiębiorstwa oraz wydarzeń rynkowych, mających na celu zachęcenie do powstawania nowych przedsięwzięć angażujących firmy japońskie i zagraniczne. JETRO oferuje także aktualne informacje na temat prawa i regulacji związanych z nowymi przedsięwzięciami w Japonii, co ma na celu pomoc w rozszerzaniu działalności obcych przedsiębiorstw na Japonię.
JETRO przeprowadza również testy znajomości biznesowego języka japońskiego.

## Przedstawicielstwo w Polsce
Od 1975 funkcjonuje przedstawicielstwo w Warszawie, obecnie przy ul. Twardej 18 (2017-), wcześniej przy ul. Szpitalnej 6 (1978-1992), ul. Koszykowej 54 (2001-2009) i w al. Niepodległości 69 (-2017).